# NK VOŠK Belavići
NK VOŠK je nogometni klub iz Belavića, osnovan 1975. godine.

## Povijest
Riječ VOŠK je izvedenica od riječi: Vatrogasno-omladinski športski klub. Najveći rivali NK VOŠK-a su NK Duga Resa i NK Mrežnica Zvečaj.
U sezoni 2009./10. osvojio je dvostruki naslov prvaka 2. ŽNL Karlovačke u pionirskoj i seniorskoj selekciji nakon dugo godina te se natječe u 1. ŽNL Karlovačkoj. Sezone 2010./11. u 1. ŽNL Karlovačkoj završio je na solidnom 7. mjestu s obzirom na to da je sezonu prije tek ušao u viši rang.

## Stadion
NK VOŠK svoje domaće utakmice igra na svojem stadionu koji ima isto ime kao i klub. Stadion se nalazi u Belavićima na zapadnoj strani rijeke Mrežnice i može primiti nešto manje od 500 gledatelja. Zadovoljava kriterije 1. ŽNL i travnjak je među najboljima u županiji.